# Lento violento
A lento violento az elektronikus tánczene egyik stílusa, jelentése: „lassú erőszakos”. 

## Keletkezése
Olaszországból ered. Az első ilyen daloknak jegyzik 1998-ból Ottomix-ibiza és Alex Castelli-Enjoy felvételét. A stílus igazán Gigi D’Agostino miatt vált népszerűvé, így  őt tartják a hangzásvilág megteremtőjének.

## Jellemzője
80–120 bpm közötti tempó. Sok rokonságot mutat a hardstyle-lal, a bassline és a hardstyle és hardcore stílusokból merített dobhasználat miatt. 
A lento violentóval több formában is találkozhatunk, és ezek mind más elnevezést kaptak.
- Lento violento: dallamosabb dalok, gyakran rapzenékből elvett acapellákkal. És ide tartozhatnak az egész track alatt „zúzósak” is.
- Slowstyle: Gigi D'Agostino rajongói köréből sok tehetséges fiatal kezdett termelni zenéket Gigi hangzására építve. D'Agostino ezután levédette a lento violento nevet magának, és csak ő használhatja. Ezért a lelkes producerek adtak egy másik nevet az irányzatnak.
- Slowildstyle: a Daniele Mondello és Express Viviana házaspár, akik hardstyle-előadók, 2006-ban elkezdtek együttdolgozni Gigi D'Agostinóval, ők adták ezt az elnevezést a lentóra. Miután megromlott a viszonyuk (egy vita kapcsán 2010 tájékán abbamaradt az együttműködés), a közös kiadó, a Noisemaker Hard végül egy kiadványt sem jegyzett. Mondello és Viviana D&V név alatt termelik továbbra is a stílust.
- Undersound: 2009-ben Technoboy és Tuneboy alkották ezt az ötletet, ami végül is a Gigi-féle lento és a hardstyle keveréke. Technoboy nagyra tartja Gigi D'Agostinót, és erről több alkalommal írt hivatalos Facebook-lapján. Később több hardstyle DJ és producer megpróbálkozott a stílussal egy-egy dal erejéig.